# Будинок Воронцова (Сімферополь)
Буди́нок Воронцо́ва, серед сімферопольців більш відомий як Будинок на Салгирі́ — комплекс заміського будинку М. С. Воронцова 1826 року побудови, що знаходиться в Київському районі міста Сімферополь, у парку відомому як «Салгірка» або Ботанічний сад при Таврійському університеті.
Одна з найперших пам'яток Криму, збудована в класичному стилі ампір із застосуванням декоративних деталей. Флігель з «мінаретом» та кухонний корпус побудовано у стилі псевдокримськотатарської архітектури, яку архітектор Ельстон вивчав наглядаючи за «реставрацією» Бахчисарайського палацу.
Резиденція Воронцова — важлива історико-архітектурна пам'ятка міста. Розташована в старовинному міському парку Салгирка (Ботанічний сад при Таврійському університеті Салгирка) м. Сімферополь, АР Крим за адресою вул. Ялтинська, 2.
Пам'ятка архітектури національного значення (постанова Кабінету Міністрів України від 25 червня 2020 р. № 518, обліковий № 010039).

## Опис
Будинок виділяється чітким архітектурним плануванням та колонадою доричного стилю, а також терасою, що спускається до парку сходами з мармуровими левами на всі боки. Винятковою пам'яткою будівлі були унікальні, єдині розписи, що збереглися в Криму, в стилі класицизму.
Нині територія колишнього палацового саду обнесена гарною огорожею з червоної цегли, а перед будівлею розбитий розарій (площа — біля гектара), де прижилися квіти чи не з усіх кінців світу. Тішать око фонтани, доріжки, альтанки. Тепер тут — ботанічний сад ТНУ ім. В. І. Вернадського, площею 42 гектари. У самому будинку після реставрації розміщуються Будинок науки, бібліотека, науковий екологічний центр, астрофізична лабораторія, реставраційні майстерні.

## Архітектура

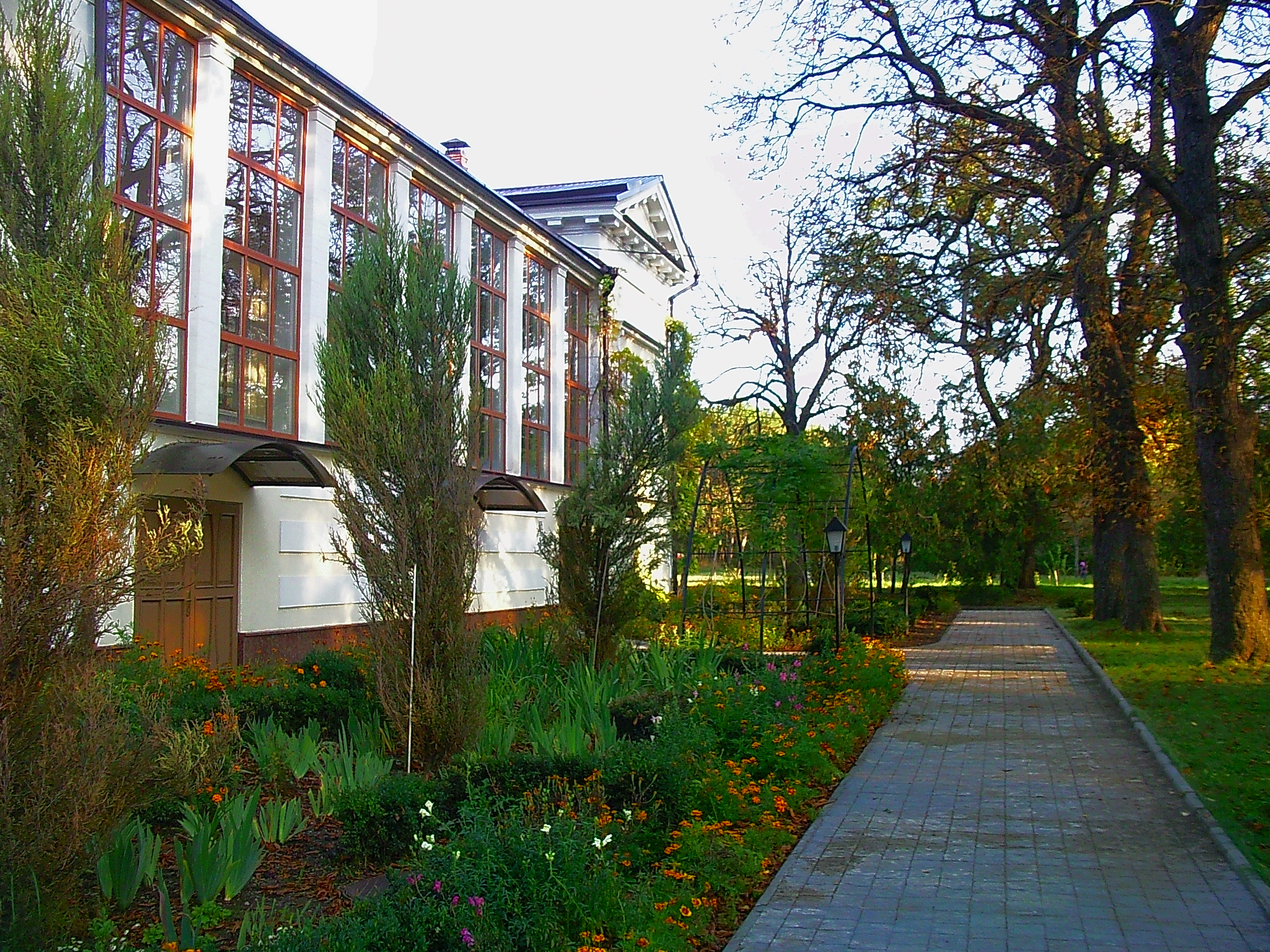
Будинок М. С. Воронцова, 2011 рік

Комплекс будівель заміського будинку М. С. Воронцова складається з власне житлового (панського) будинку та розташованого неподалік нього флігеля з «мінаретом». Житловий будинок вважається одним із найраніших пам'яток російського класицизму в Криму. Між ризалітами головного фасаду влаштовано терасу з чотирма колонами доричного ордера. Від майданчика з колонадою йдуть дві симетрично розташовані кам'яні сходи, що сходяться потім в одну. Ці сходи обрамляють дві тумби, які раніше завершувалися двома вапняковими кулями, а нині замінені мармуровими левами. Південно-західний фасад зазнав значної зміни, коли ще в XIX ст. між ризалітами було вбудовано прямокутний об'єм під дахом. Влаштована таким чином засклена галерея використовувалася, як зимовий сад.
У верхньому поверсі будівлі знаходилися житлові та парадні кімнати, у цокольному — господарські та підсобні приміщення. На горищне перекриття ведуть дерев'яні гвинтові сходи. З одного з приміщень верхнього поверху на цокольний поверх ведуть також гвинтові, але кам'яні сходи. Галерея на південно-східному торцевому фасаді також піднята на рівень цокольного поверху вирішена у східному стилі.

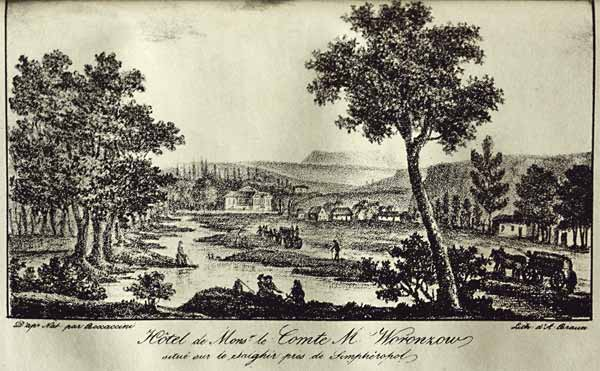
Вид на палац графа Воронцова. Ш. А. Монтандон «Путівник мандрівника Кримом». Одеса, 1834. Літографія з рис. А.Фаццарді

Будинок зведений із місцевого каменю-вапняку. Стіни оштукатурені. Плоскі перекриття «дерев'яні, склепінчасті» виконані з каменю. В обробці інтер'єрів помітно вплив ампіру: плоскі балкові стелі, обрамлені прямокутними кесонами, і стіни, замість властивої для пізнього класицизму ліплення, вкриті розписом, переважно орнаментальним (5 залів).
Риси пізнього класицизму присутні і в архітектурі флігеля, проте низка особливостей — черепична покрівля (зі стрічкової черепиці, «татарки»), вікна зі стрілчастими завершеннями, органічно привнесені в суворі форми російського класицизму, — створюють дивовижне поєднання стилів, нагадують Бахчисарайський палац, реставрація якого велася в той період.

## Історія
5 травня 1824 року колишній маєток Петера-Симона Палласа було куплено Наталією Федорівною Наришкіною у вдови вченого — Кароліни Іванівни Паллас. На території маєтку, що знаходився на лівому березі річки Салгир, планувалося побудувати будинок Таврійського губернатора Дмитра Васильовича Нарышкина (1823—1829 рр.), а будівлі садиби Палласа використовувати під служби. У 1826 починається будівництво панського будинку, автором проекту якого, швидше за все, був особистий архітектор М. С. Воронцова Ф. Ф. Ельсон. В основі цього припущення лежить подібність стилю будинку з деякими спорудами на Південному березі Криму, будівництвом яких займався Ельсон. Дуже схожі елементи фасаду Салгірського та Чайного будиночка в Алупці.

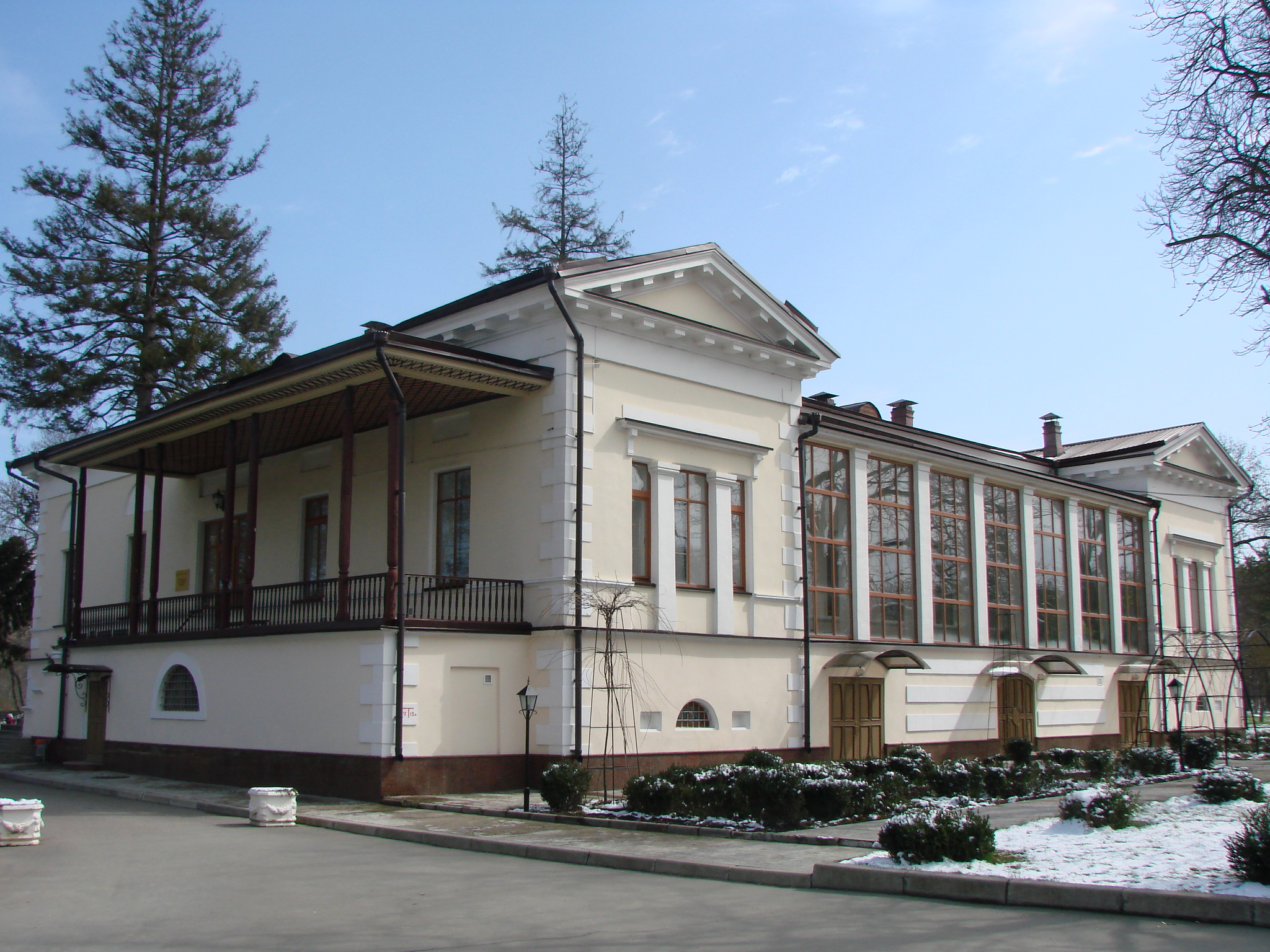
Будинок Воронцова, 2013 рік

Підтвердженням версії про авторство Ельсона проекту будинку на Салгирі може служити так само і кухня (флігель), що була побудована найімовірніше під впливом на архітектора краси бахчисарайського Ханського палацу.

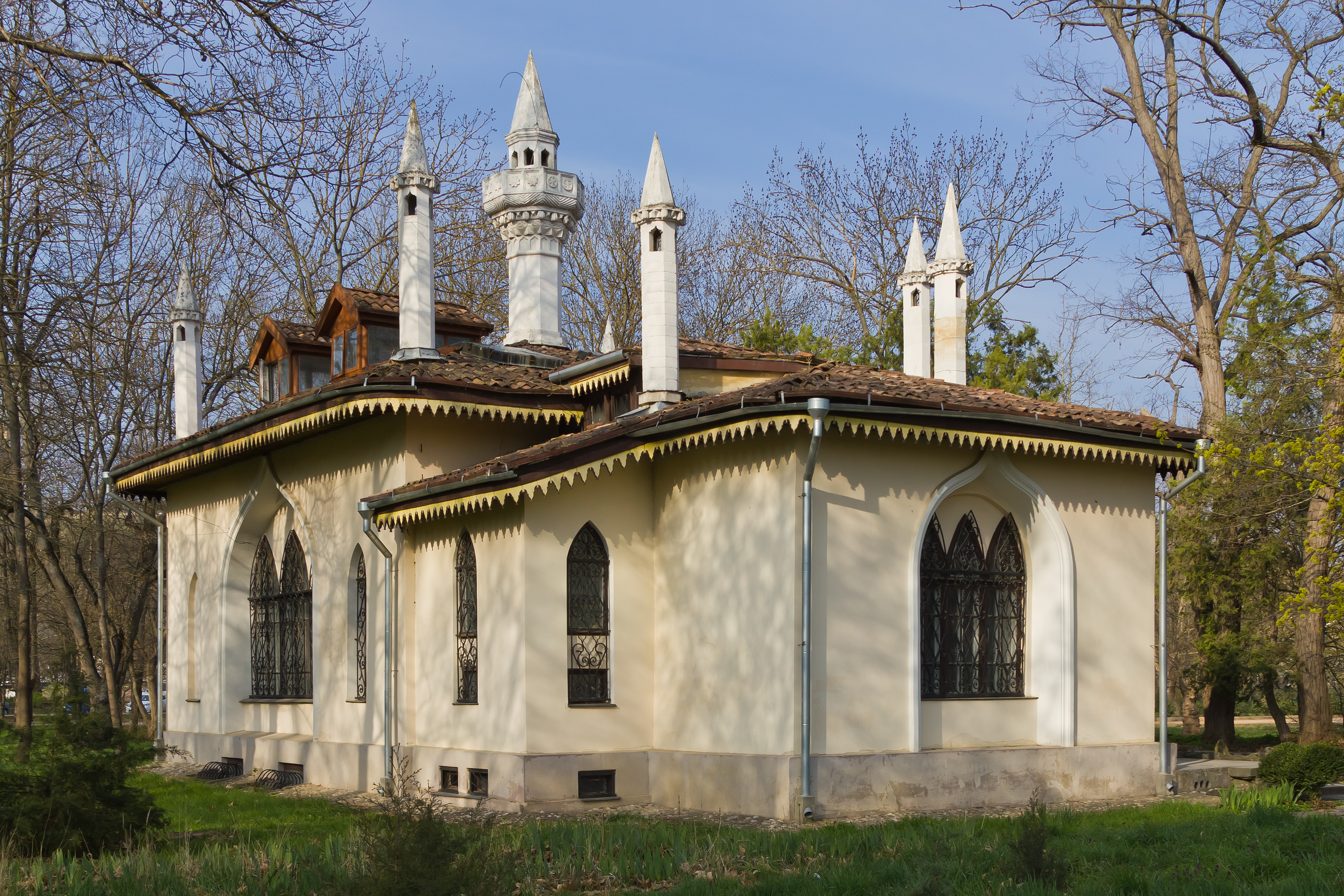
Будинок М. С. Воронцова — кухонний корпус, 2014 рік

Будинок Наришкіних стає певним зосередженням прогресивних ідей, нових поглядів і опорою розвитку наукової думки. Будівництво дороги з Сімферополя в Ялту на настійну вимогу генерал-губернатора М. С. Воронцова робить будинок на Салгірі колійним будинком для мандрівників і осіб царських прізвищ.
Після смерті Наришкіна в 1829 році його вдова Наталія Федорівна прожила в будинку ще 5 років, але у зв'язку з матеріальним становищем, що похитнулося, була змушена продати будинок Михайлу Семеновичу Воронцову.
Воронцов, незважаючи на зайнятість та рідкісні візити, уважно стежив за порядком у своїх маєтках. Для підтримки будинку в хорошому стані регулярно проводився ремонт, було розбито фруктовий сад, відновлено водяний млин, оновлено та облагороджено парк. Будинок завжди був готовий прийняти гостей найвищого рівня.
У 1837 році в будинку зупинявся на кілька днів відомий французький учений Дюбуа де Монпере.
У 1853 році, коли в долю жителів Таврійської губернії втрутилася війна, князь Воронцов поступився своєю домівкою під госпіталь для російських офіцерів. Михайло Семенович Воронцов помер після закінчення війни. Все майно перейшло у володіння його сина Семена Михайловича Воронцова.
За нового господаря в Салгірському маєтку було розбито новий фруктовий сад. Незважаючи на нечасті візити членів родини Воронцових, будинок підтримувався у відмінному стані, постійно робили опис майна.
У 1882 році Семен Михайлович Воронцов помер, і на ньому перервався воронцовський період в історії будинку та сам рід Воронцових.
Далі будинок стає притулком для колекції старожитностей та рідкісностей міністра шляхів та сполучень А. А. Бобринського, пізніше в ньому знаходиться Практична школа садових робітників.

У 1913 році за Високим наказом Миколи II в Криму була відкрита Помологічна станція. Помологічна станція надала величезну допомогу у розвитку садівництва Криму, оскільки вона стала центром боротьби зі шкідниками садів.

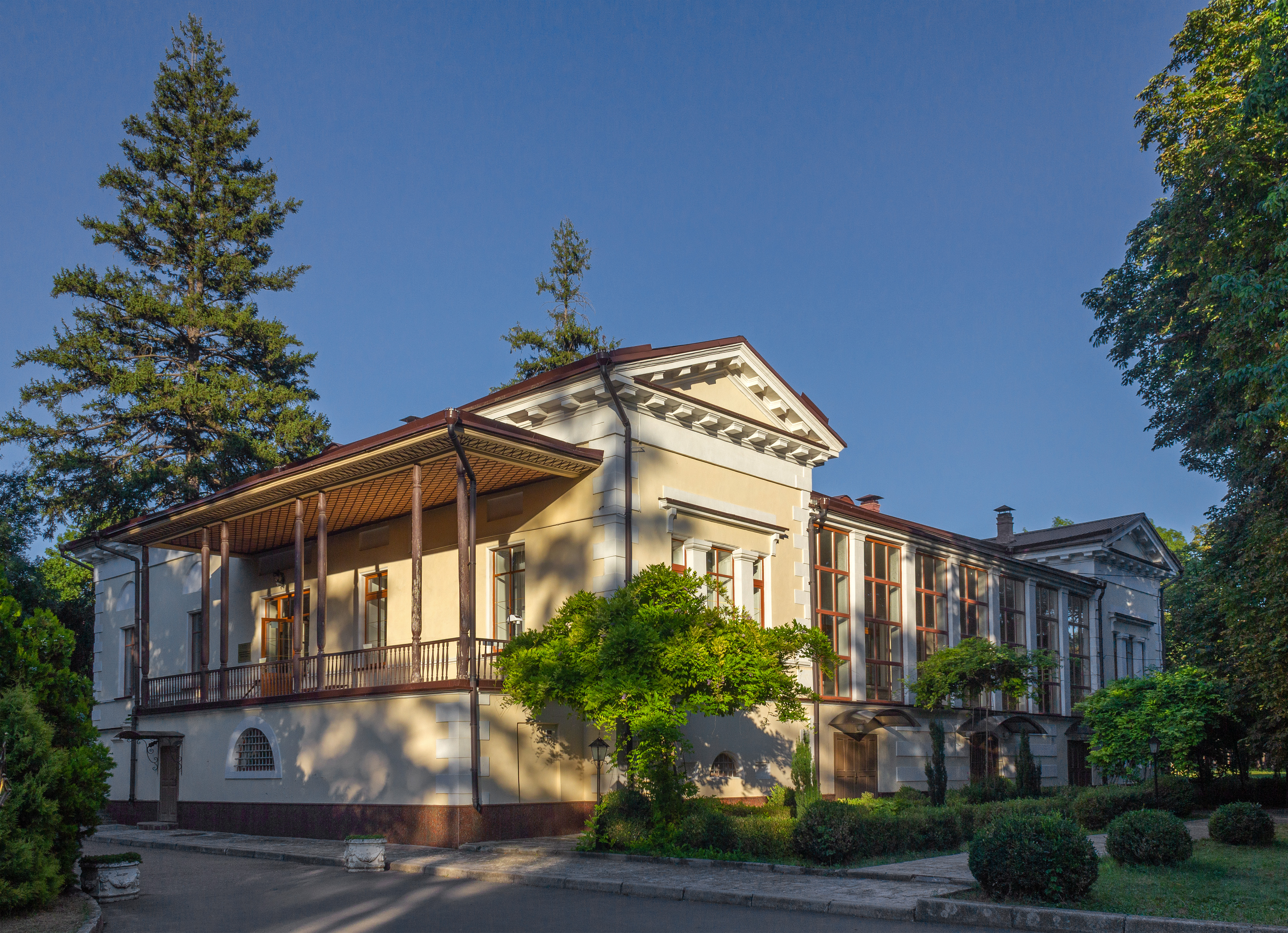
Комплекс заміського будинку М. С. Воронцова, 2020 рік

Після Жовтневого заколоту будинок був зайнятий кафедрою лісівництва під керівництвом основоположника вчення про ліс професора Морозова.
З 1920 року у колишньому Салгірському маєтку розташувалися обласна плодівна станція та станція захисту рослин.
Після створення Кримського сільськогосподарського інституту (нинішній агроуніверситет), маєток та будинок переходять у відання кафедри виноробства інституту.
З нападом нацистської Німеччини та її союзників на Радянський Союз розпочався один із найскладніших періодів в історії старої дворянської садиби. Оскільки будинок під час бомбардування мало постраждав, то з приходом окупантів був зайнятий під госпіталь. Під час відступу німецьких військ навесні 1944 року до Німеччини було переправлено колекції, що залишилися після евакуації сільськогосподарського інституту, та частину обладнання.
Після війни почалося швидке відновлення маєтку: було оновлено сад, відремонтовано колишній панський будинок, у якому розташувалися навчальні аудиторії, мармурові кулі, що прикрашали парадні сходи, замінили левів, привезених з околиці Сімферополя. Але це відновлення мало і негативний характер: через те, що будівельники розглядали будинок Воронцових не як пам'ятник архітектури, а як вільне приміщення, то будинок зазнав значних реконструкцій, було зроблено низку значних перебудов.
1966 року парк «Салгірка» було передано Сімферопольському педагогічному інституту, перейменованому 1972 року в Сімферопольський державний університет. У підвалі Воронцовського будинку розмістилася лабораторія біологічного факультету СГУ.
На початку 80-х років приміщення будинку були зайняті під майстерні Кримпроектреставрації, проводилося часткове відновлення інтер'єру. Але в 1985 році сталася пожежа, яка сильно пошкодила кімнати і знищила унікальний стельовий розпис в одній із кімнат. Аж до початку 90-х років будинок перебував у запустінні і руйнувався.
На початку 1992 року реставрацією будинку почала займатися Укрпроектреставрація: було відновлено стіни, дах, внутрішнє оформлення у стилі ХІХ століття. Після закінчення ремонту в кімнатах розташувалися реставраційні майстерні, співробітники яких розробляли проекти відновлення інших пам'яток архітектури.
1997 рік став переломним в історії будинку Воронцових, до нього знову (як у ХІХ столітті) повернувся статус неофіційного центру наукових знань: створений цього року Кримський науковий центр Національної академії наук України та Міністерства освіти і науки України юридично був зареєстрований за цією адресою.